# Postbahnhof Luckenwalder Straße
Der Postbahnhof Luckenwalder Straße war ein Bahnhof der Post für den Paketverkehr an der Luckenwalder Straße 4/5 im Berliner Ortsteil Kreuzberg. Er war zunächst für die von der Stadt nach Süden und Südwesten abgehenden Bahnstrecken zuständig, das zugehörige Postamt SW 77 galt vor dem Zweiten Weltkrieg als das größte deutsche Paketumschlagspostamt. Die von der Firma Mix & Genest zwischen 1931 und 1940 erbaute Paketförder- und verteilanlage konnte zwischen 200.000 und 400.000 Sendungen pro Tag bewältigen. Mehr als 50 Prozent des gesamten Berliner Paketaufkommens und ein noch weit höherer Durchgangsverkehr wurden über das Postamt SW 77 beziehungsweise den Postbahnhof abgewickelt.
In Teilen des 1997 stillgelegten Postbahnhofs befindet sich heute das Messe- und Veranstaltungszentrum STATION Berlin.

## Lage
Der Postbahnhof grenzte unmittelbar südöstlich an das Gelände des Gleisdreiecks der Berliner U-Bahn, dessen Struktur den Grundriss der Anlage beeinflusste. Nach Westen hin wurde er von den Gleisanlagen des Potsdamer Bahnhofs, nach Osten von denen des Anhalter Bahnhofs begrenzt. Zwischen der Luckenwalder Straße und der Yorckstraße gelegen gehört das Gelände heute zum Park am Gleisdreieck.

## Geschichte

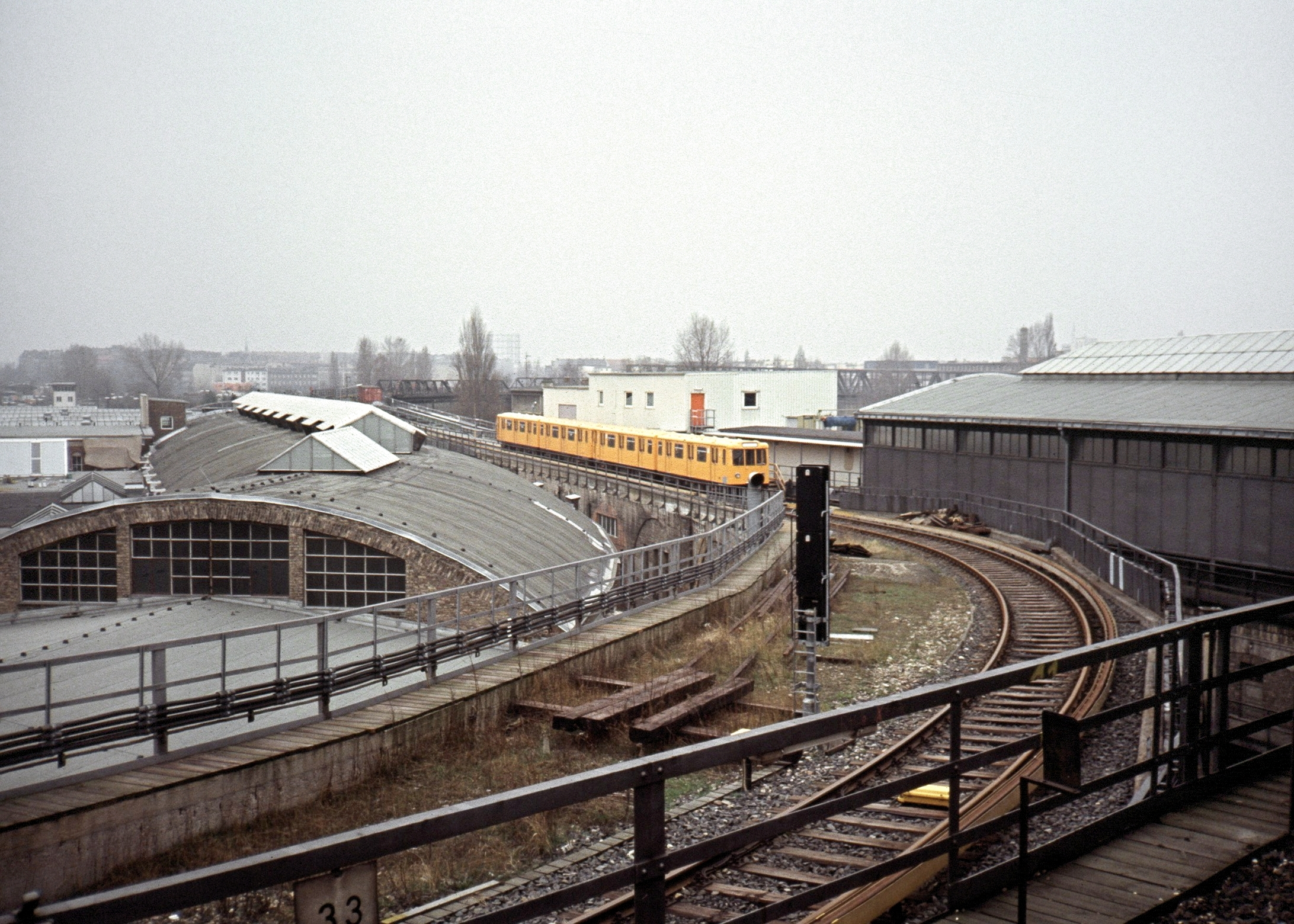
U-Bahn am Gleisdreieck, links eine Packkammer des Postbahnhofs, 1988

Auf dem Gelände des 1882 als Personenbahnhof stillgelegten Dresdener Bahnhofs wurden zwischen 1907 und 1915 der Berliner Postbahnhof und das Paketpostamt SW 77 errichtet. Die im historistischen Stil gestaltete Anlage entstand nach Entwürfen von Wilhelm Walter und nach Plänen von Postbaurats Hermann Struve (1857–1916).

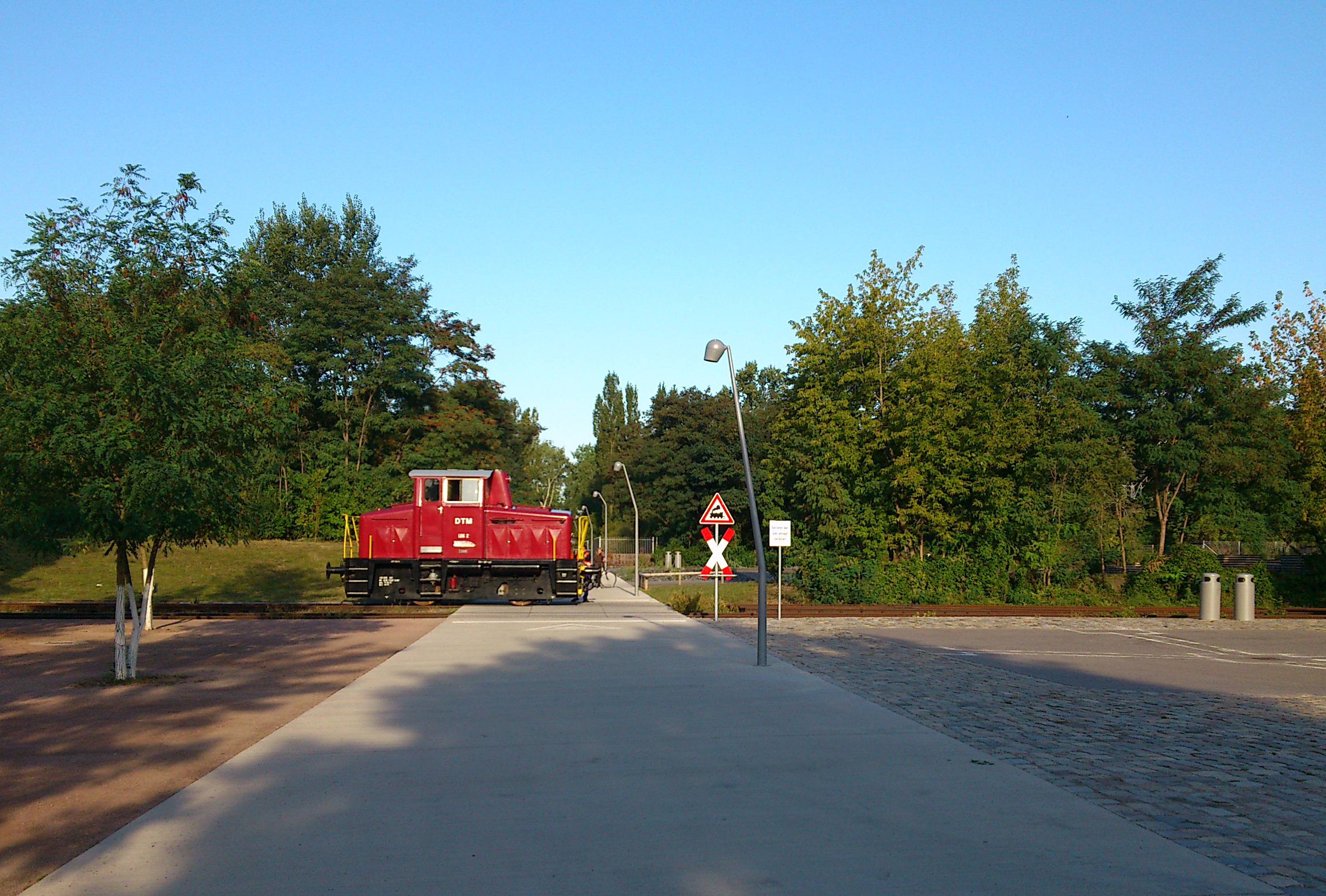
Lok 2 des Deutschen Technikmuseums auf dem Parkgelände, 2012

Der 1913 eröffnete Bahnhof war notwendig geworden, da die Personenbahnhöfe den angewachsenen Paketumschlag nicht mehr bewältigen konnten. Er stellte eine eigene Einheit unter der Leitung der Post dar, die mit Elektrolokomotiven den Betrieb abwickelte. In Spitzenzeiten wurden bis zu 400 Rangierfahrten pro Tag durchgeführt. Der Bahnhof erhielt eine Ankunfts- und eine Abgangs-Packkammer, denen jeweils ein Kopfbau vorgesetzt wurde. An die Packkammern wurden fünf überdachte Ladesteige und die Gleise angeschlossen.
Der Rangierdienst erfolgte bis 1967 elektrisch, die Lokomotiven wurden mit einer Gleichspannung von 550 V aus Oberleitungen versorgt. Zunächst standen mit den Loks 17 und 18 zwei zweiachsige Maschinen mit einer Leistung von je 2 × 50 PS zur Verfügung (Achsfolge Bo, LüP 6850 mm, Baujahr 1912), die durch die stärkere Lok 19 (Achsfolge BoBo, 4 × 50 PS, LüP 9930 mm, Baujahr 1913) bald ergänzt wurden. Alle drei wurden bei der AEG gebaut. Mit Baujahr 1928 kam eine bei den Siemens-Schuckertwerken entstandene vierte Lok 20 hinzu (Achsfolge BoBo, 4 × 120 PS, LüP 10940 mm) hinzu. Nach der Einstellung des elektrischen Betriebs ging die Lok 19 an die Deutsche Gesellschaft für Eisenbahngeschichte.
Nach den Zerstörungen im Zweiten Weltkrieg wurde der Postbahnhof stark vereinfacht wiederhergestellt. 1962 wurde die Abgangs- und 1968 bis 1971 die Eingangshalle umgebaut. Besondere Bedeutung erlangte er während der deutschen Teilung, da er als einziger Postbahnhof West-Berlin mit dem Bundesgebiet verband.
Die Deutsche Bundespost verfügte am Standort über mehrere eigene Diesellokomotiven, darunter mit den Loks 4 und 5 zwei der für West-Berlin untypischen Bundesbahn-Baureihe V 60. Die zweiachsigen Kleinlokomotiven 1 und 2 hatte Orenstein & Koppel 1967 gebaut und geliefert, im Jahr darauf kam die baugleiche Lok 3 hinzu. Diese drei Maschinen waren über Puffer 7840 mm lang und leisteten 250 PS. Lok 2 blieb im Besitz des Deutschen Technikmuseums erhalten und verkehrt gelegentlich auf dem Gelände des Parks.
Im Jahr 1997 wurde der Postbahnhof stillgelegt. Die Gebäude stehen unter Denkmalschutz.

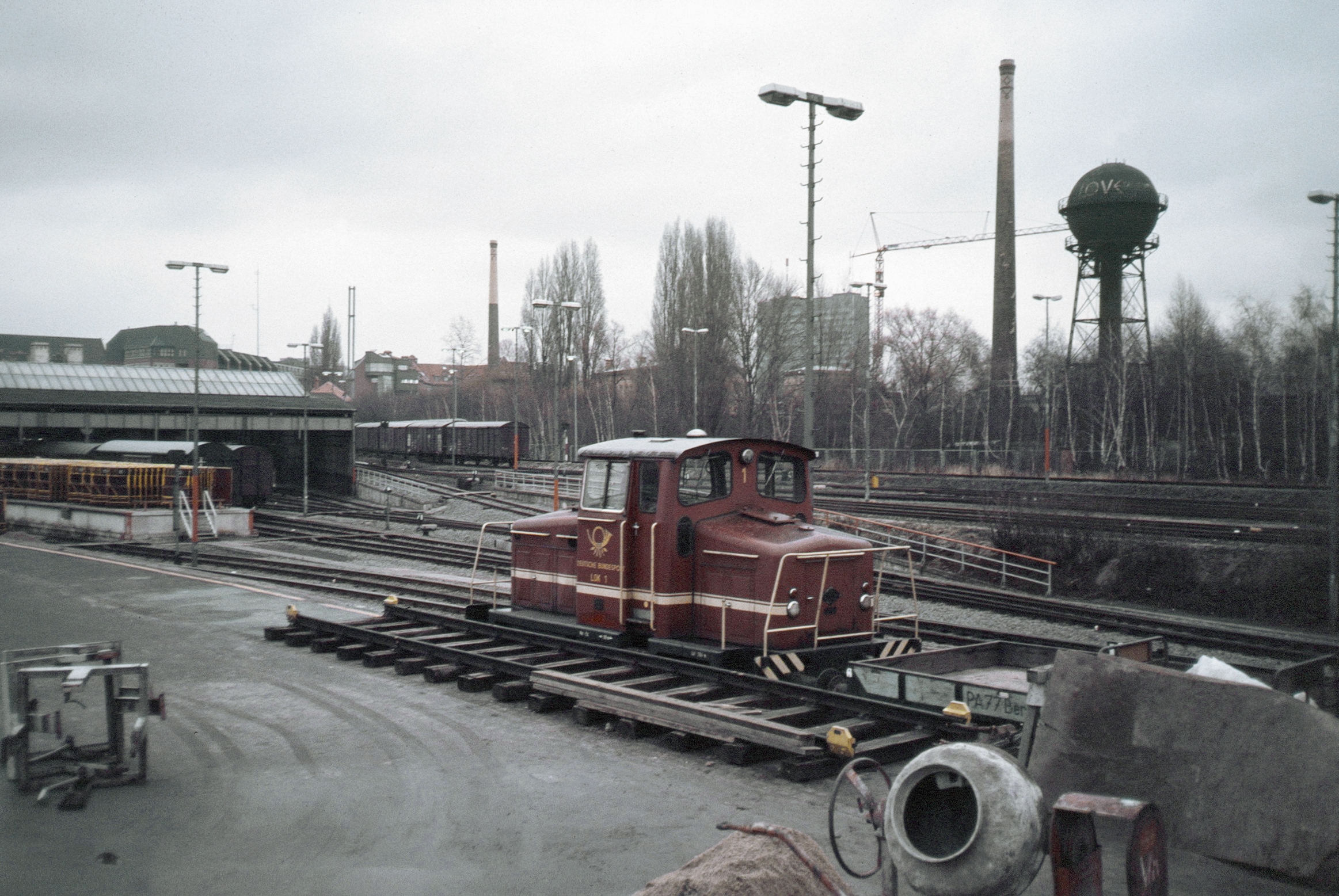
Postbahnhof mit Lok 1 der Bundespost, im Hintergrund der Wasserturm des Anhalter Bahnhofs, 1986
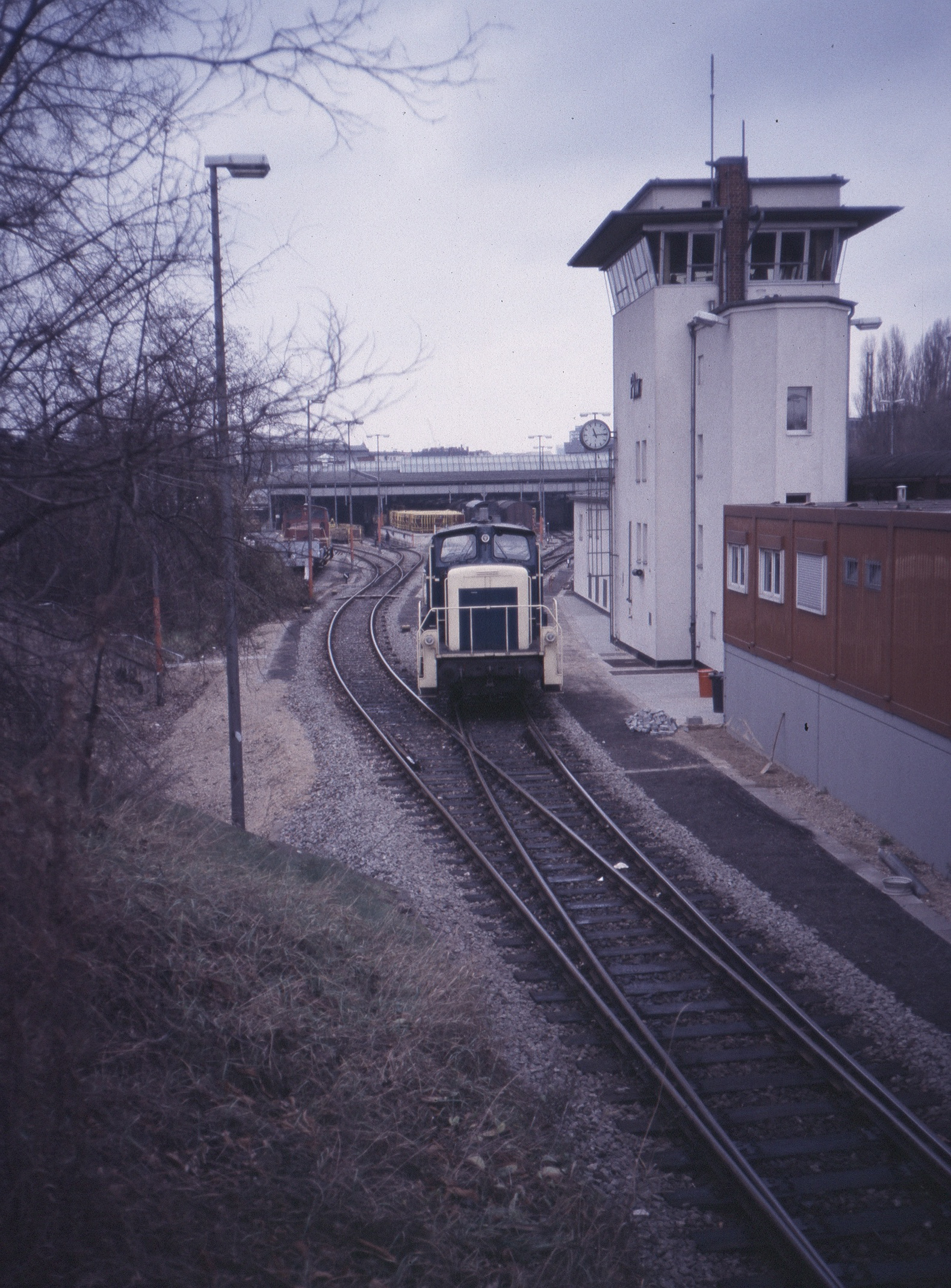
Blick von Süden, rechts das Stellwerk Plw, 1986
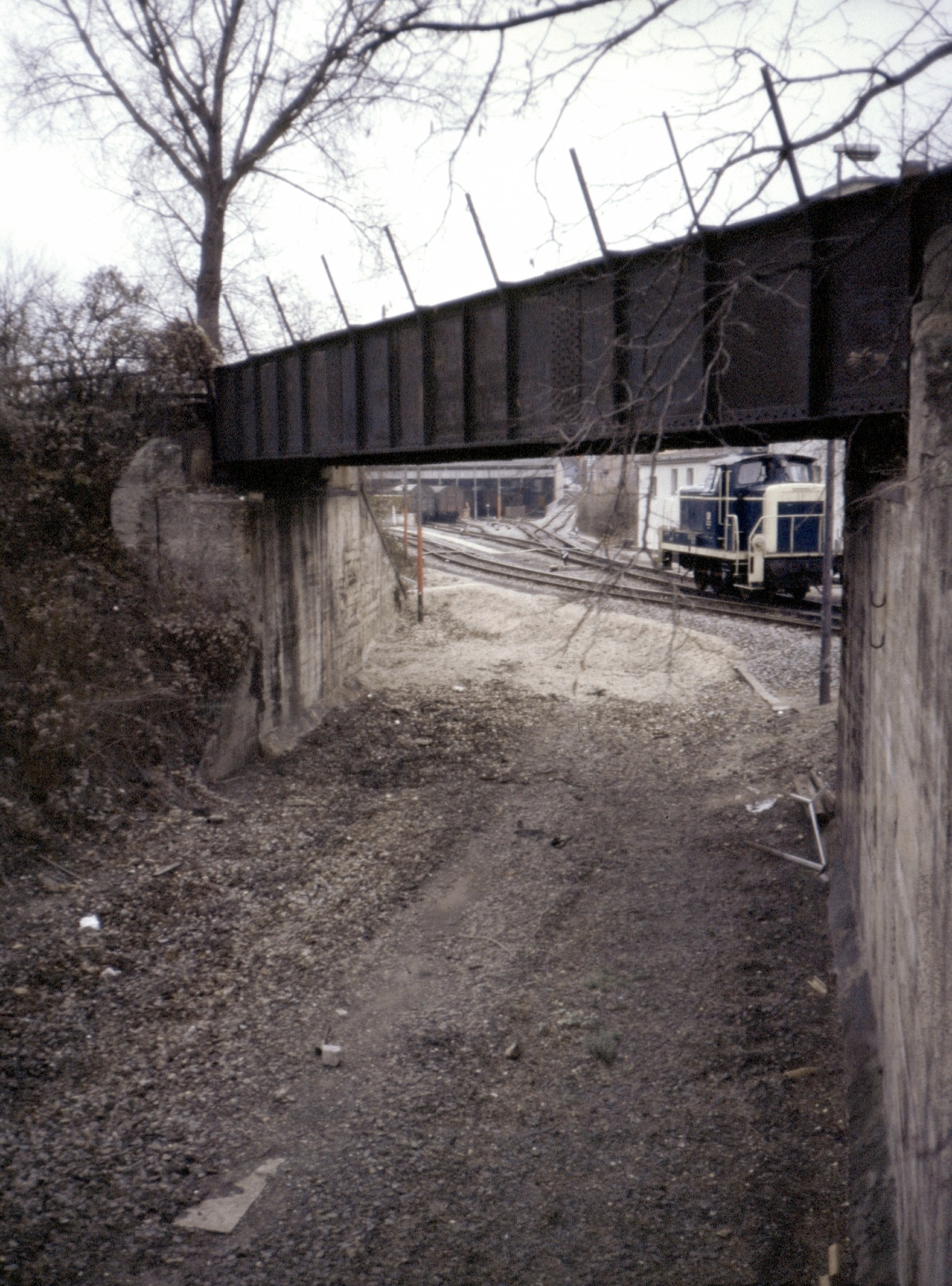
Stillgelegte Trasse von der Potsdamer Bahn, Unterfahrung des Gleises zum Potsdamer Bahnhof, 1986
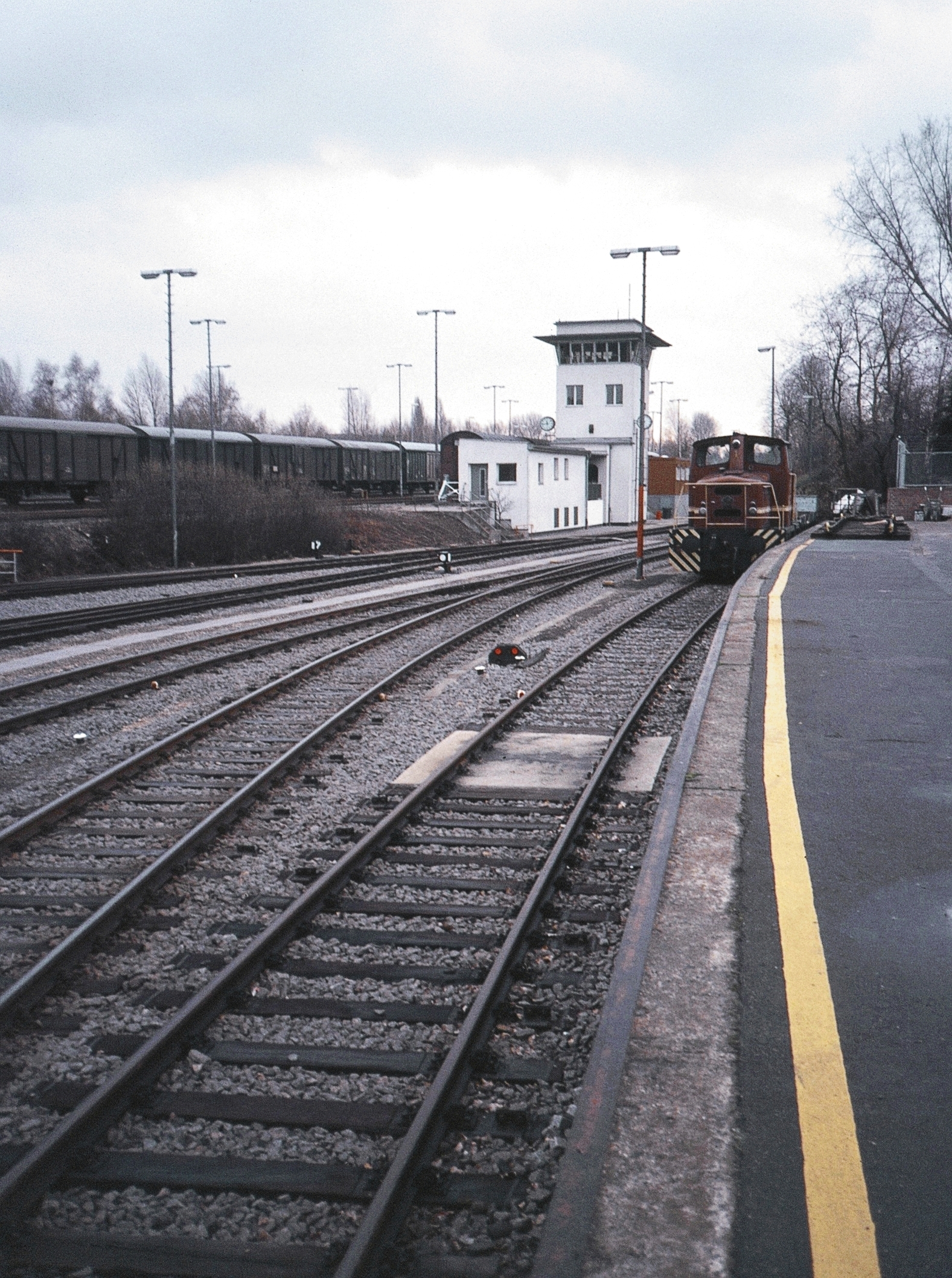
Blick nach Süden mit Stellwerk Plw und Lok 1, 1986
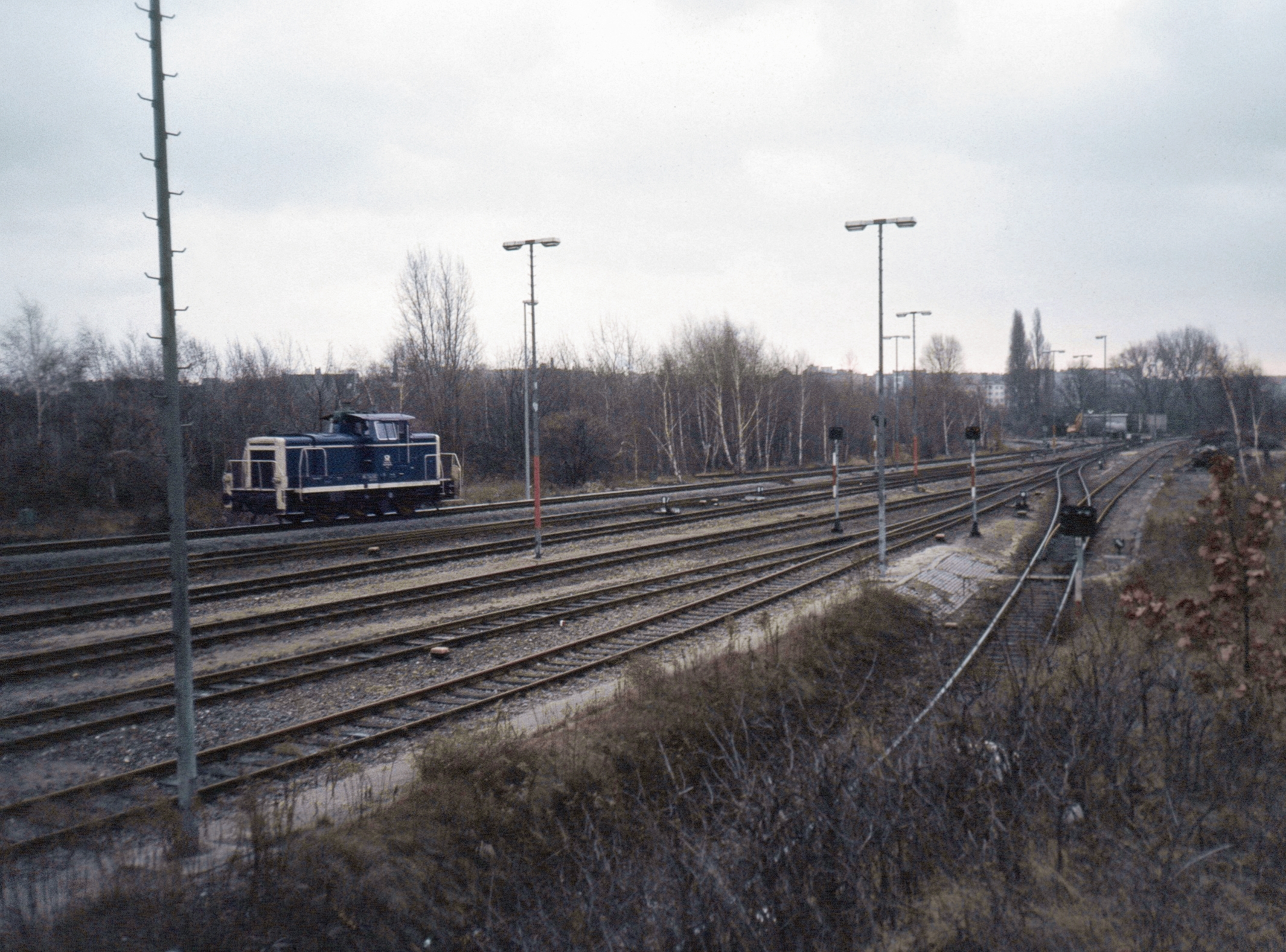
Östliches Gleisvorfeld mit Lok der DB-Baureihe V 60, 1986

## Nachnutzung

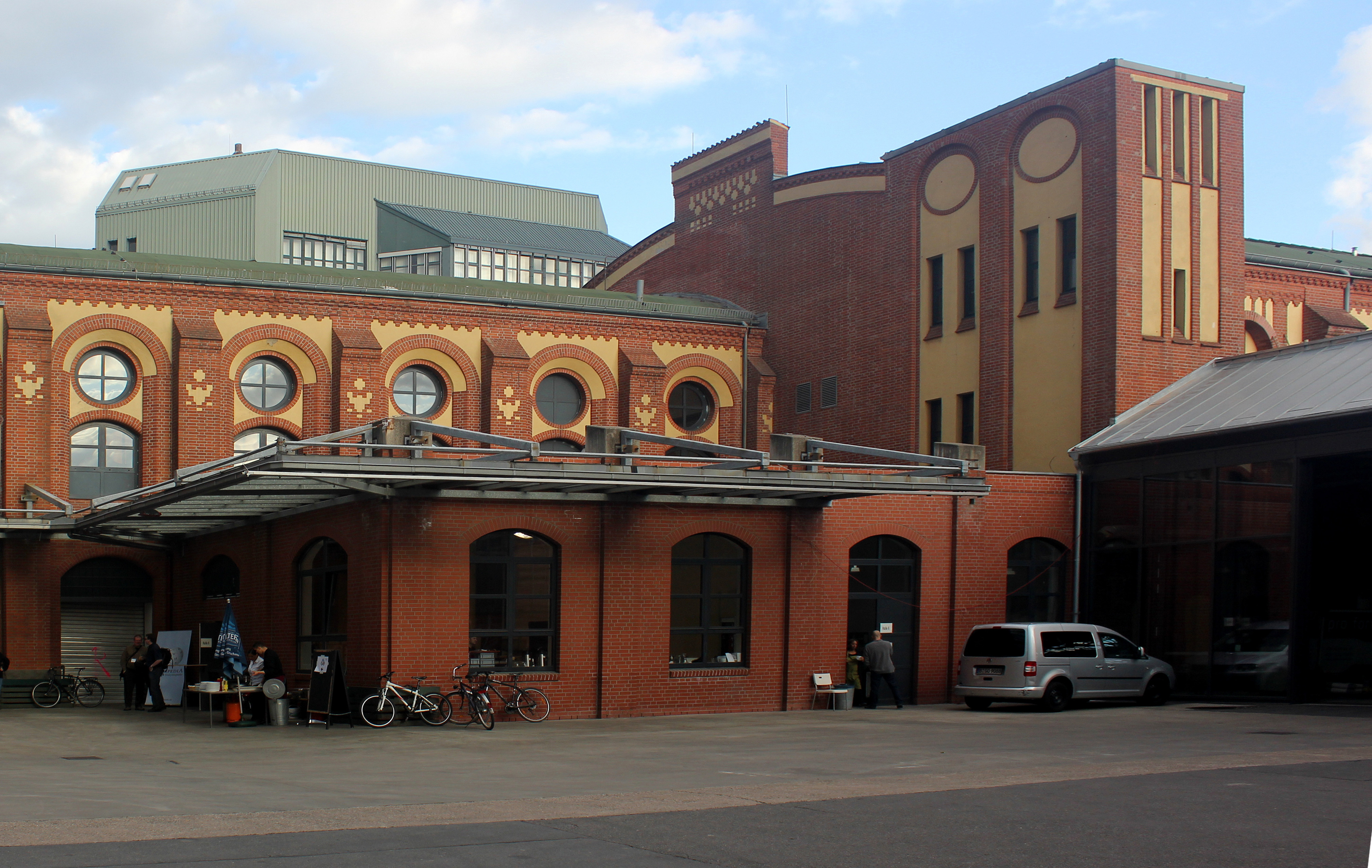
STATION Berlin, 2012

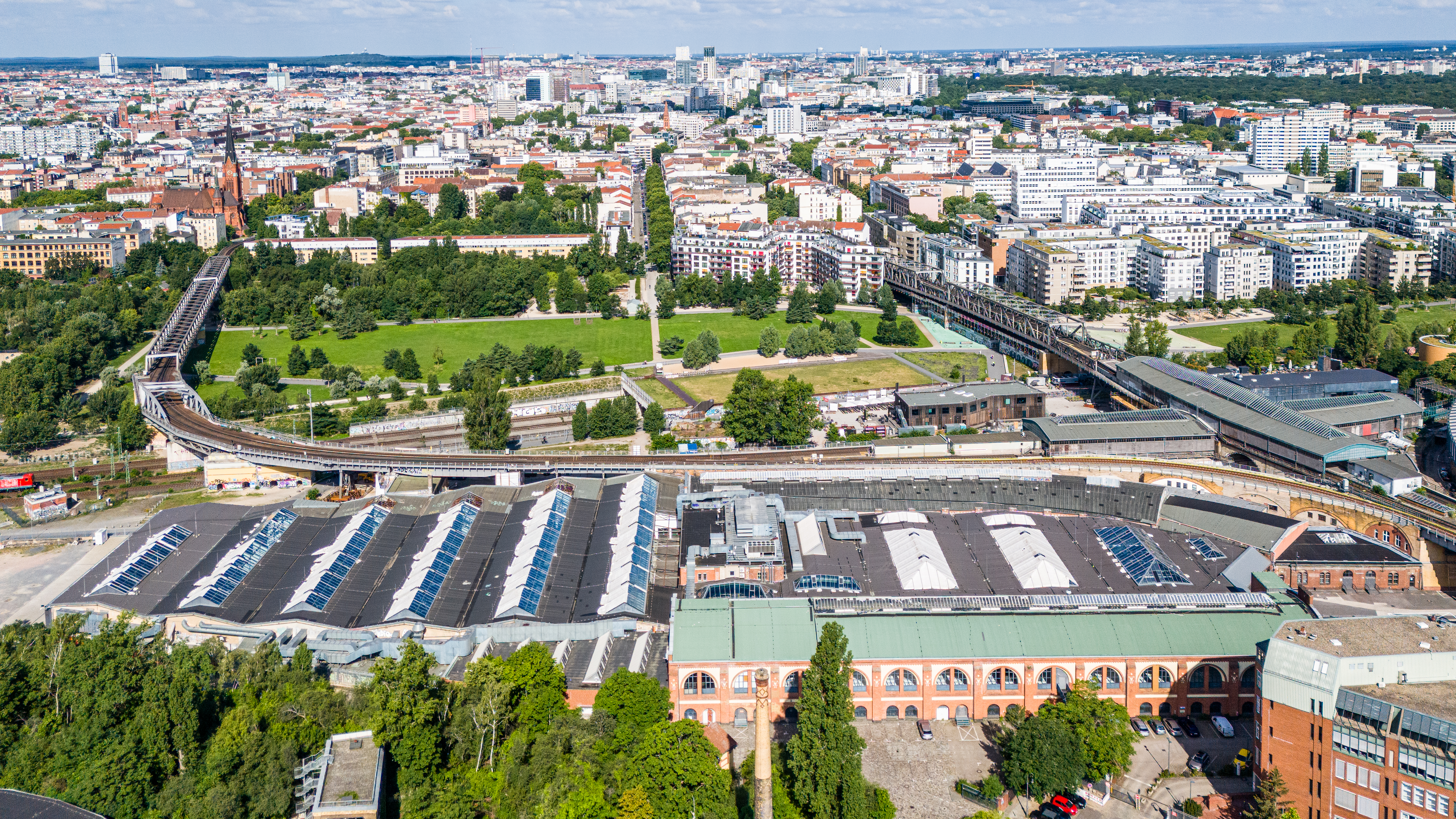
Luftaufnahme Station Berlin, rechts der U-Bahnhof Gleisdreieck, 2024

Teile des ehemaligen Postbahnhofs wurden nach dessen Stilllegung unter dem Namen Dresdener Bahnhof für Ausstellungen und Veranstaltungen genutzt. Im Jahr 2005 wechselten die Eigentümer, unter dem Namen STATION Berlin entstand ein Veranstaltungsort für Messen, Tagungen und Events.
Das südlich gelegene Stellwerk Plw (Postbahnhof Luckenwalder Straße) wurde in den Park am Gleisdreieck integriert und beherbergt heute einen Kiosk und ein Café.